# Robert Grün
Robert Grün, auch Gruen (* 8. März 1909 in Wien; † 30. Juli 1975 in Klosterneuburg), war ein österreichischer Schriftsteller. Er schrieb auch unter verschiedenen Pseudonymen, unter anderem Robert Moeris, John D. Carr, Margery Glasgow, Jolyon Jones und Florence Palfrey.

## Leben
Grün studierte Klassische Philologie an der Universität Wien und erwarb den Grad eines Dr. phil. 1932 mit einer Arbeit in lateinischer Sprache zur Philosophie der Stoa in den Tragödien Senecas. In den Jahren 1935 bis 1938 war er Schriftleiter der Monatszeitschrift Das Jugendblatt, die vom Wiener Volksbildungswerk herausgegeben wurde. 1938, nach dem Anschluss Österreichs, wurde er dort abgelöst und die Zeitschrift änderte unter nationalsozialistischer Regie ihre Linie und ihren Namen, nunmehr hieß sie Das junge Reich.
Nach dem Ende des Zweiten Weltkriegs lebte Grün zunächst in Linz. Er brachte noch 1945 einen Gedichtband mit satirischen Gedichten auf die Herrschaft des Nationalsozialismus in Österreich unter dem Titel SA marschiert heraus. Bald darauf gründete er den Ibis-Verlag und formulierte ein ehrgeiziges Verlagsprogramm mit übersetzten Werken der Weltliteratur, Nachdrucken deutschsprachiger Romane und zeitgenössischen Werken, darunter auch einem eigenen Roman unter dem Titel Madonnen, Hexen, Göttinnen. Dieser 1946 erschienene Roman wurde in der Presse heftig als pornographisch angegriffen und schließlich 1948 Gegenstand eines Strafprozesses gegen Grün. Das Landesgericht Linz verurteilte ihn im September 1948 wegen „grober Verletzung der Sittlichkeit und Erregung öffentlichen Ärgers“ zu zwei Monaten bedingten Arrests (also einer Freiheitsstrafe auf Bewährung) und zog das Buch ein.
Bereits im Ibis-Verlag hatte Grün begonnen, Kriminalromane zu veröffentlichen, als deren Autorin eine Florence Palfrey genannt war und die angeblich von ihm oder anderen ins Deutsche übersetzt worden waren. Dies setzte er auch als Autor für andere Verlage fort, nachdem sein Ibis-Verlag am 3. Januar 1951 von Rudolf Trauner übernommen worden war (er ging im heute noch bestehenden Trauner-Verlag auf). Englische Originalausgaben sind jedoch nicht nachweisbar; daher wird angenommen, dass Grün selbst der Autor zumindest eines Teils dieser Romane war. Ähnliches gilt für weitere vorgebliche Übersetzungen unter anderen Pseudonymen, darunter einen laut Buchwerbung bislang unbekannten Sherlock-Holmes-Roman. In diesem Fall war Arthur Conan Doyle als Autor und Florence Palfrey als Übersetzerin angegeben. Zudem veröffentlichte Grün drei deutschsprachige Romane unter dem Pseudonym Robert Moeris.
1958 kam es zu einem weiteren Prozess: Grün wurde vorgeworfen, für die angeblich von ihm übersetzten Werke von den Verlagen Übersetzerhonorare gefordert und erhalten zu haben. Das Landesgericht Linz verurteilte ihn „wegen diverser Delikte der Veruntreuung“ zu einem Jahr „schwerer Kerkerstrafe“, die er bis zur Weihnachtsamnestie 1958 absitzen musste. Zudem wurde ihm der Doktorgrad entzogen.
Grün begann erst Ende der 1960er Jahre wieder unter eigenem Namen zu schreiben, diesmal jedoch Sachbücher. Er schrieb eine Biografie von Hồ Chí Minh, die 1969 im Heyne-Verlag erschien. Vor allem aber fungierte er als Herausgeber von historischen Texten in der Reihe Alte abenteuerliche Reiseberichte des Horst Erdmann Verlags. Es handelte sich um deutsche Bearbeitungen und Übersetzungen von gemeinfreien Texten aus dem Zeitalter der Entdeckungen. Zunächst edierte er 1968 den Reisebericht von Antonio Pigafetta, dem Chronisten der Magellan-Expedition, die als erste Weltumsegelung gilt, 1970 folgte das „Bordbuch“ des Christoph Kolumbus. Zwei weitere Werke in derselben Reihe gab er gemeinsam mit seiner zweiten Frau Evamaria Grün (* 1927) heraus: eine Zusammenstellung dreier Tagebücher (Celso Gargia, Gaspar de Carvajal und Samuel Fritz) aus der Zeit der Conquista in Peru und Amazonien (1973) sowie Carsten Niebuhrs Berichte von seiner Arabien-Expedition (1973).

## Rezeption

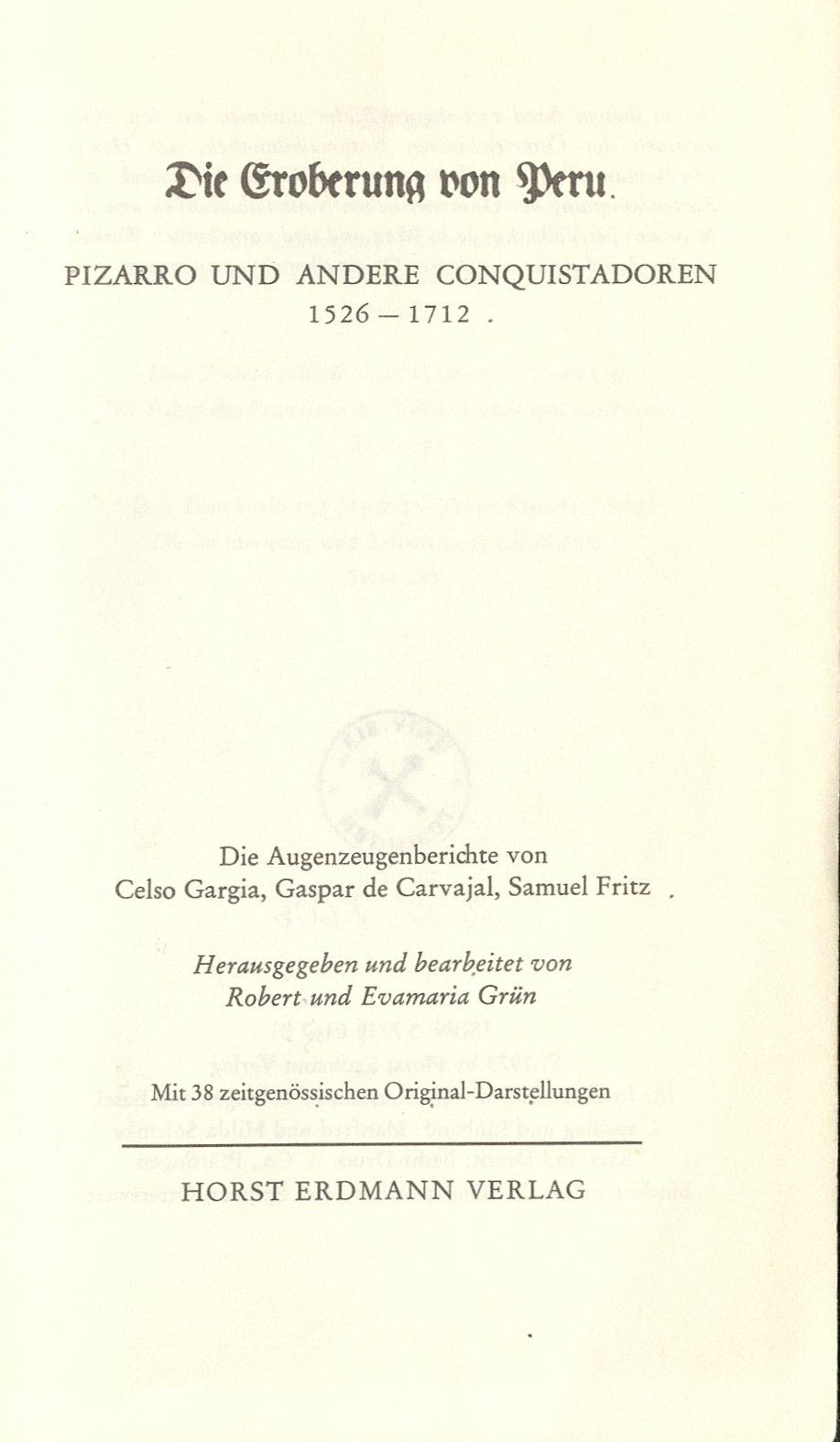
Die Eroberung von Peru (1973)

Grüns Arbeiten für den Horst Erdmann Verlag verzichteten auf einen wissenschaftlichen Apparat und waren unschwer als leicht lesbare Bearbeitungen erkennbar. Sie stießen in der Presse über lange Zeit, auch noch nach seinem Tod, großenteils auf ein positives Echo. So lobte Theodor Kissel die unveränderte, nur durch ein Nachwort ergänzte Neuauflage der Eroberung von Peru von 2015 in Spektrum der Wissenschaft als „äußerst lesenswertes Buch“, in dem drei Zeitzeugen mit ihren „persönlichen Tagebüchern“ zu Wort kämen. Textauszüge fanden im 21. Jahrhundert mehrfach Eingang als Quellentexte in Schulbücher, so eine Szene mit dem Inka Atahualpa aus demselben Werk in das österreichische Arbeitsheft für Schüler Zeitbilder 3 und in das deutsche Schulbuch Zeiten und Menschen 2. Jedoch wurde auch Kritik an Grüns Bearbeitungen laut: Klaus Schubring verriss in einem Aufsatz für die Zeitschrift für Kirchengeschichte 1976 die Edition des Tagebuchs von Samuel Fritz vernichtend. Die Autoren eines Spiegel-Buchs stellten fest, Grün habe die eher trockene Materie der „Dokumente und Aufzeichnungen“ des Bordbuchs von Kolumbus durch hinzugedichtete Passagen aufgelockert. Anlässlich seiner Neuübersetzung von Pigafettas Reisebericht nannte der Übersetzer Christian Jostmann Grüns Bearbeitung „haarsträubend“. Eine Analyse von Schulbuchtexten zur Conquista meldete Bedenken an: Der „Quellenwert“ des Tagebuchs von Celso Gargia in der Eroberung von Peru werde ungenügend reflektiert. Der Popularität von Grüns Bearbeitungen taten diese vereinzelten Kritiken jedoch zunächst keinen Abbruch.
Im April 2023 erschien in der Frankfurter Allgemeinen Zeitung ein Artikel von Andreas Hirschhäuser und Andreas Roth, der aufdeckte, dass es sich bei dem „Tagebuch des Celso Gargia“ in der Eroberung von Peru um reine Quellenfiktion handelte. Die angebliche „Handschrift von Simancas“, die Grün in einer „Editorischen Notiz“ als Quelle angab, existiere gar nicht, ebenso wenig ein Chronist namens Celso Gargia. Die bei Grün detailliert angegebene Provenienz des „Tagebuchs“ sei „von vorn bis hinten erlogen“, es lasse sich in keinem der genannten Archive nachweisen. Grün habe vielmehr in erster Linie die bereits seit 1848 in deutscher Übersetzung vorliegende Geschichte der Eroberung Perus des amerikanischen Historikers William Hickling Prescott ausgeschlachtet und dabei „reichlich wörtliche Übernahmen“ fabriziert. Diese habe er einem von ihm erfundenen Chronisten untergeschoben.

## Werke

### Robert Grün als Autor

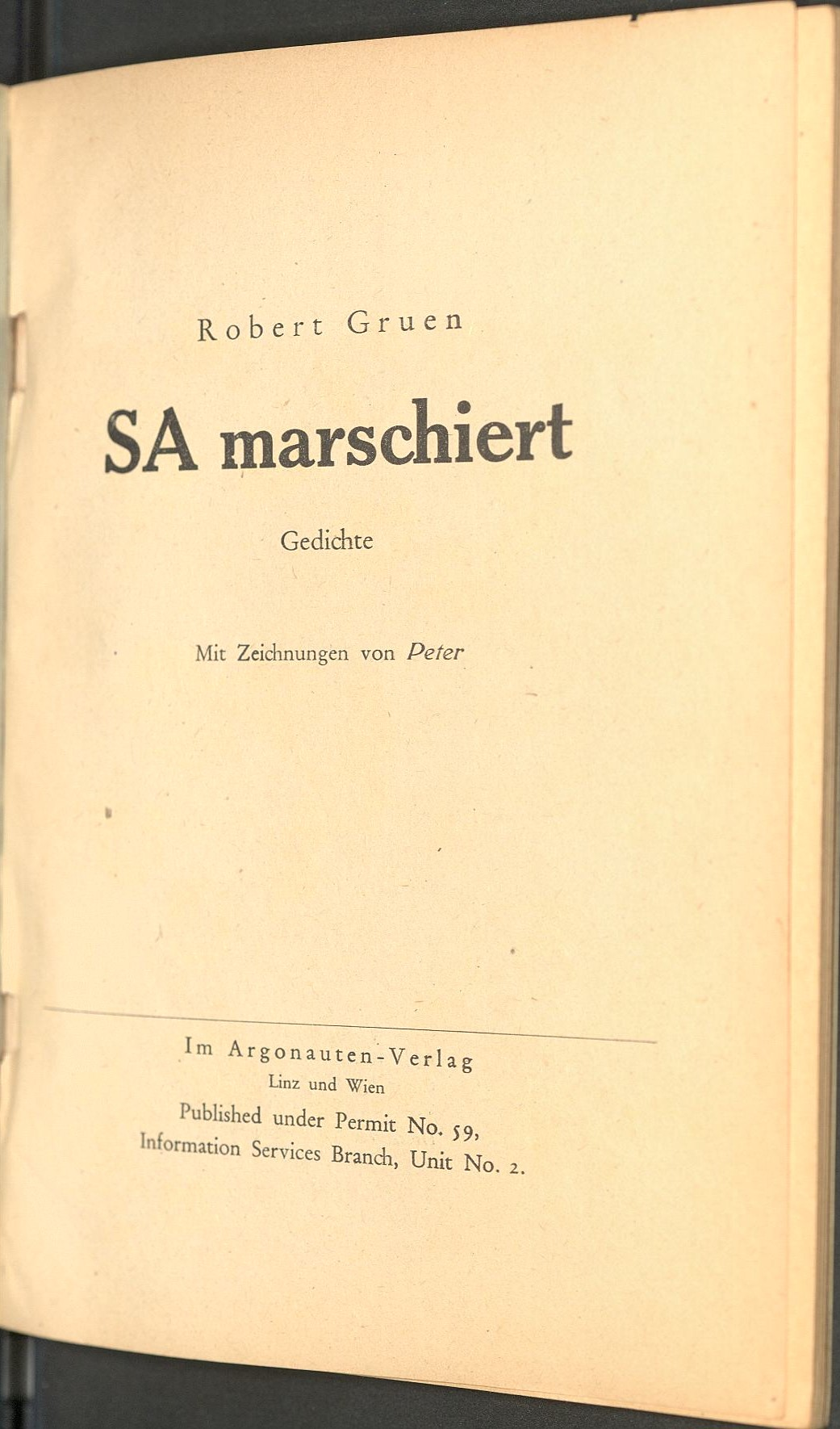
SA marschiert (1945)

- De Stoicorum philosophiae elementis in tragoediis, quas scripsit L. Annaeus Seneca. Dissertation, Wien 1932 (deutsch etwa: „Über Elemente der Philosophie der Stoiker in Tragödien von L. Annaeus Seneca“) Katalognachweis, bei OBVSG
- SA marschiert. Gedichte. Mit Zeichnungen von Peter. Argonauten-Verlag, Linz und Wien 1945
- Madonnen, Hexen, Göttinnen. Roman. Ibis-Verlag, Linz und Wien 1946
- Ho Chi Minh. Eine Biographie des großen Revolutionärs. Heyne, München 1969

### Robert Grün als Herausgeber, Übersetzer, Bearbeiter

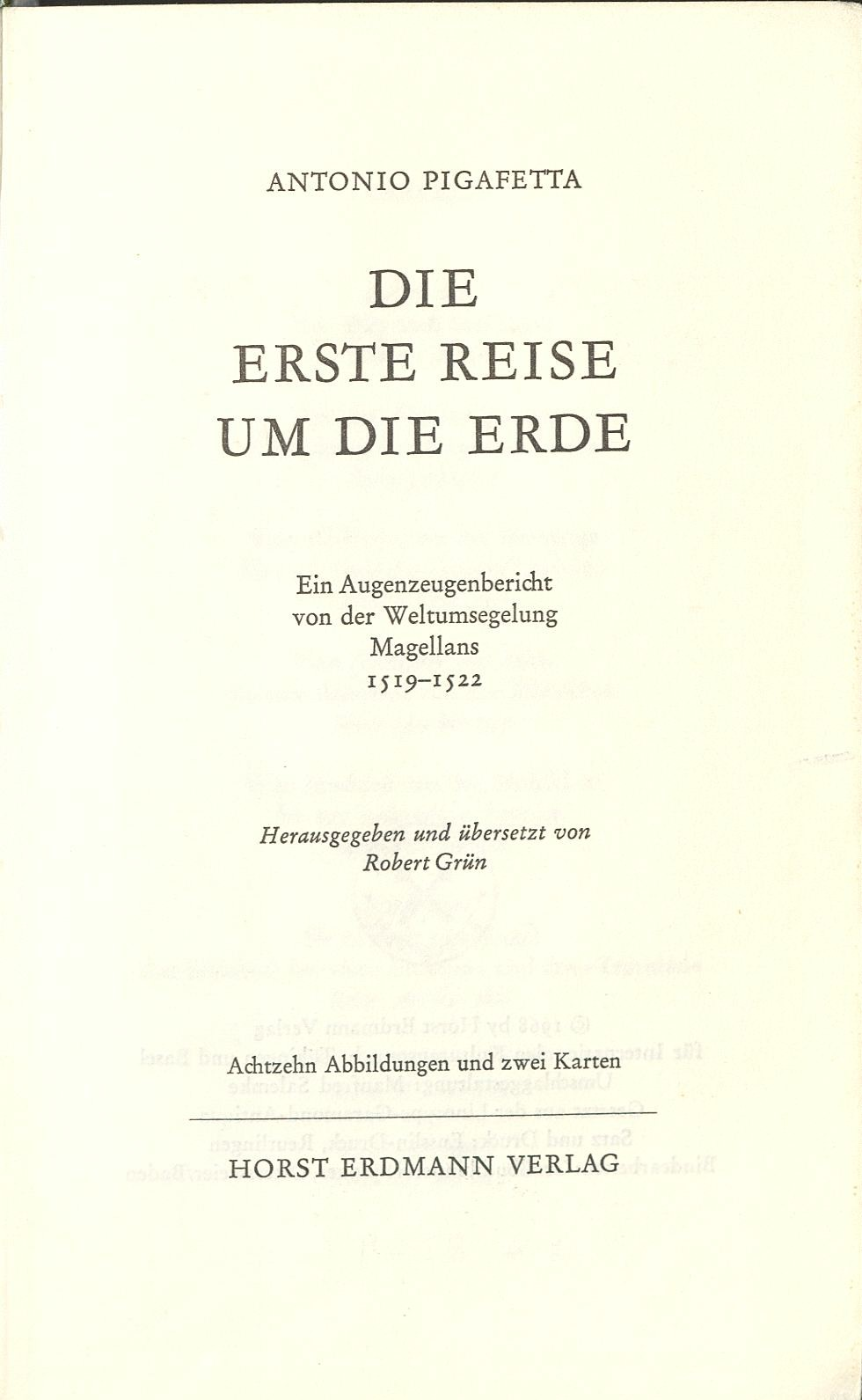
Die erste Reise um die Erde (1968)

- Antonio Pigafetta: Die erste Reise um die Erde. Ein Augenzeugenbericht von der Weltumsegelung Magellans 1519–1522. Erdmann, Tübingen und Basel 1968. Zahlreiche weitere Auflagen
- Christoph Columbus: Das Bordbuch 1492. Leben und Fahrten des Entdeckers der Neuen Welt in Dokumenten und Aufzeichnungen. Erdmann, Tübingen 1970. Zahlreiche weitere Auflagen
- Die Eroberung von Peru. Die Augenzeugenberichte von Celso Gargia; Gaspar de Carvajal; Samuel Fritz. Mit Evamaria Grün. Erdmann, Tübingen und Basel 1973. Zahlreiche weitere Auflagen
- Carsten Niebuhr: Entdeckungen im Orient. Reise nach Arabien und anderen Ländern 1761–1767. Mit Evamaria Grün. Erdmann, Tübingen und Basel 1973. Zahlreiche weitere Auflagen

### Unter dem Pseudonym Robert Moeris
- Spaniens Tauben flogen nach Afrika. Ein Reisebuch. Mit 38 Aufnahmen von Kurt Neumüller. Druck- und Verlagsanstalt Gutenberg, Linz 1956
- Es kam uns vieles spanisch vor. Roman. Dörner, Düsseldorf 1958. 2. Auflage: Dörner, Stuttgart 1969
- Die Reise in die Sahara. Roman. Textskizzen: Werner Hornung. Dörner, Düsseldorf 1960

### Unter weiteren Pseudonymen (Auswahl)
Grün werden neben dem Pseudonym Robert Moeris die Autorennamen Florence Palfrey, John D. Carr (John Dwight Carr, nicht der bekannte Krimiautor John Dickson Carr), Margery Glasgow und Jolyon Jones zugerechnet. Unter allen diesen Namen existieren deutschsprachige Veröffentlichungen, für die häufig ein englischer Originaltitel angegeben wird, der nirgends nachzuweisen ist. Mehrfach tritt Robert Grün (Gruen) als Übersetzer aus dem Englischen (oder Amerikanischen) auf, ebenso erscheint Florence Palfrey als Übersetzerin, unter anderem eines vorgeblich bislang unbekannten Romans von Arthur Conan Doyle.
Insbesondere „Florence Palfrey“ war sehr produktiv, in der Deutschen Nationalbibliothek werden allein über 30 Publikationen von ihr aufgeführt. Es handelt sich hauptsächlich um Kriminalromane, gelegentlich auch Abenteuerromane, Spionageromane und Wildwestromane. Sie erschienen in der Zeit von 1946 bis 1960. Hanns Kreczi gibt allerdings an, dass der Name „Florence Palfrey“ nicht nur von Robert Grün genutzt worden sei, sondern „einigen österreichischen Autoren“ als Pseudonym gedient habe. So seien die Palfrey-Romane Mata Hari (1950) und Fünf Schüsse ins Adagio (1952) von Rafael Hualla verfasst worden. Hualla war Lektor im Ibis-Verlag.
Eine Auswahl der Werke unter weiteren Pseudonymen:
- Florence Palfrey: Der Garten der Träume. Aus dem Englischen übersetzt von Franz Geiger. Titelzeichnung: Ludwig Schwarzer. Ibis, Linz und Wien 1946 (als Originaltitel angegeben: The Garden of Dreams)
- Florence Palfrey: Ein Mensch ohne Gesicht. Ibis, Linz, Pittsburgh, Wien 1947 (als Originaltitel angegeben: The Murder in the Casel [sic!])
- Florence Palfrey: Die seltsamen Zimmer. Aus dem Englischen übersetzt von Franz Geiger. Ibis, Linz, Pittsburgh, Wien 1947 (als Originaltitel angegeben: Cocaine)
- Florence Palfrey: Das Geheimnis des Pavillons. Demokratische Druck- und Verlagsgesellschaft, Linz 1949 (= Bären-Reihe 9) (als Originaltitel angegeben: A Woman’s Face)
- Florence Palfrey: Das Porträt eines Toten. Demokratische Druck- und Verlagsgesellschaft, Linz 1950 (= Bären-Reihe 10) (als Originaltitel angegeben: The Dead [sic!] is coming to Mr. Pembroke)
- Florence Palfrey: Das Gesetz der Prärie. Abenteuerroman. Renner, Wien 1950
- John D. Carr: Die grüne Hölle. Roman aus Sumatra. Demokratische Druck- und Verlagsgesellschaft, Linz 1951 (= Bären-Reihe 30) (als Originaltitel angegeben: The perfect crime)
- Florence Palfrey: Das gelbe Trikot. Ein Kriminalroman um die Tour de France. Demokratische Druck- und Verlagsgesellschaft, Linz 1951 (= Bären-Reihe 38) (als Originaltitel angegeben: The yellow tricot)
- Arthur Conan Doyle: Die silbernen Gräser. Übersetzt und bearbeitet von Florence Palfrey. Demokratische Druck- und Verlagsgesellschaft, Linz 1952 (= Bären-Reihe 47) (als Originaltitel angegeben: The silvern grassplot)
- Florence Palfrey: Das Schloss im Meer. Aus dem Englischen übersetzt von Robert Gruen. Walter Verlag, Olten 1952 (als Originaltitel angegeben: On his own theory)
- Margery Glasgow: Das letzte Kapitel. Aus dem Englischen übersetzt von Florence Palfrey. Demokratische Druck- und Verlagsgesellschaft, Linz 1952 (= Bären-Reihe 59) (als Originaltitel angegeben: The Vamp)
- Florence Palfrey: Ein Engel aus Hawai. [sic!] Aus dem Englischen übersetzt von Robert Gruen. Petersen, Hamburg 1952 (als Originaltitel angegeben: Angel from Hawai)
- Florence Palfrey: Blaue Berge – blaue Bohnen. Wildwest-Roman. Aus dem Englischen übersetzt von Franz Mairhofer. Petersen, Hamburg um 1955 (als Originaltitel angegeben: Blue creek story)
- Jolyon Jones: Morgen ist der jüngste Tag. Aus dem Amerikanischen übersetzt von Robert Gruen. Pegasus, Wetzlar 1958 (als Originaltitel angegeben: The plutocrats)
- John D. Carr: Der gelbe Schlüssel. Aus dem Amerikanischen übersetzt von Robert Gruen. Pegasus, Wetzlar 1958 (als Originaltitel angegeben: The yellow key)